# ديتريش لودفيغ غوستاف كارستن
ديتريش لودفيغ غوستاف كارستن (بالألمانية: Dietrich Ludwig Gustav Karsten)‏ هو جيولوجي ألماني، ولد في 1768 في بوتسو في ألمانيا، وتوفي في 1810 في برلين في ألمانيا.